# Élni és élni hagyni (I. világháború)

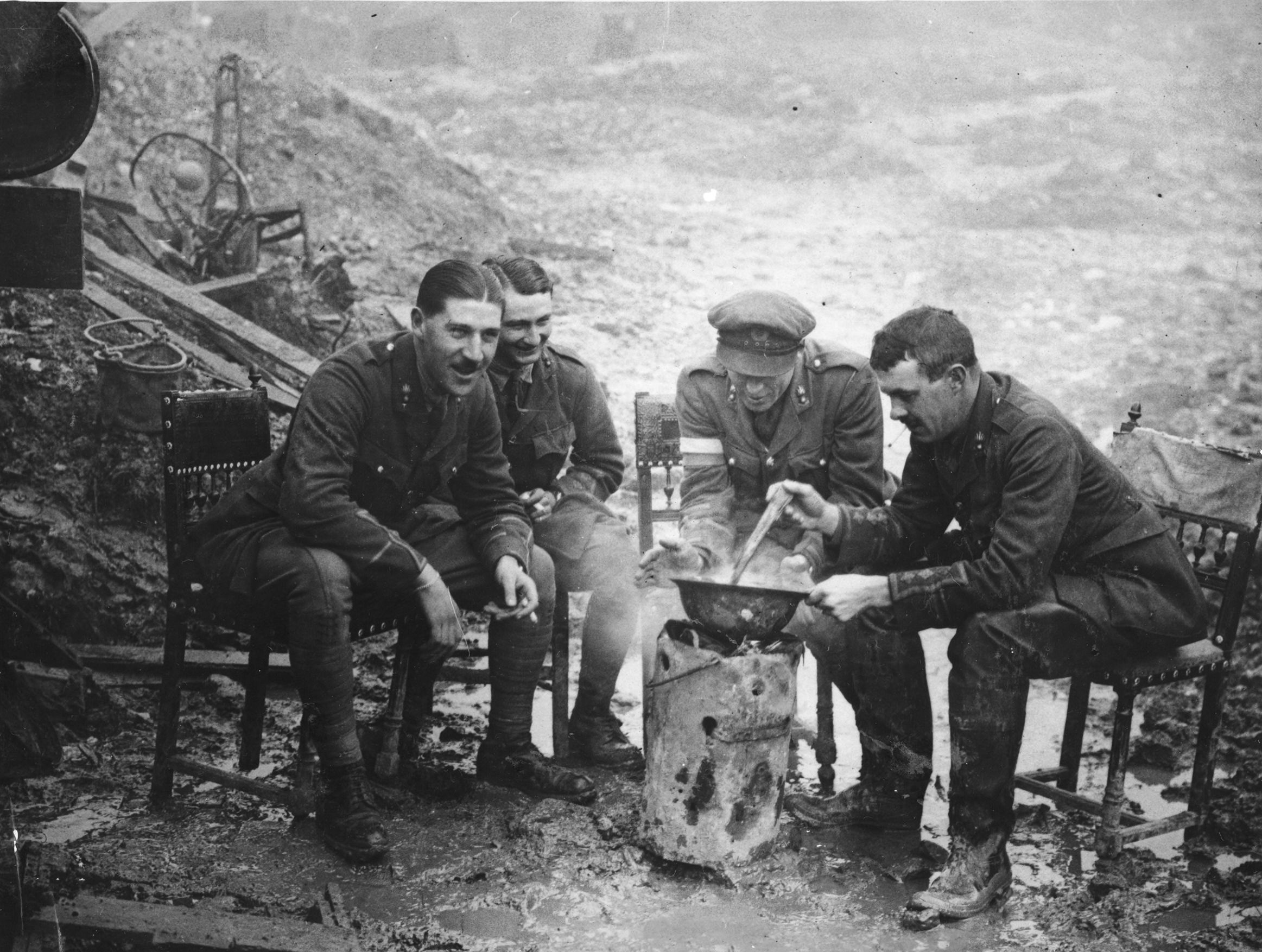
Tiszti főzés a nyugati front közelében az első világháború alatt

Az élni és élni hagyni (németül: Leben und leben lassen) mottó az első világháború során spontán módon kialakult, nem agresszív együttműködő magatartás, különösen a nyugati fronton folytatott elhúzódó állóháború alatt. Talán a legismertebb példa erre az 1914-es karácsonyi fegyverszünet. Ez egy olyan folyamat, amely szándékos tartózkodásként írható le az erőszak alkalmazásától háború idején. Néha nyílt fegyverszünetek vagy helyileg, katonák által kialkudott egyezségek formáját öltheti. Máskor egyfajta hallgatólagos viselkedésként nyilvánul meg — gyakran „hagyjuk az alvó kutyákat békén” kifejezéssel jellemzik —, amikor mindkét fél tartózkodik a lövöldözéstől vagy fegyverhasználattól, esetleg szándékosan rituális vagy rutinszerű módon sütik el fegyvereiket, hogy kifejezzék nem halálos szándékaikat.

## Elv
Az „élni és élni hagyni” elve a háború alatt a tudatos erőszakos cselekvés mellőzésében nyilvánult meg. Az elv értelmében tipikus viselkedési formák a következők voltak:
- Az időszak, amikor az étel a frontra kerül és elfogyasztják, gyakorlatilag fegyverszünetet jelent.
- A terepi hadtartás, amely naponta ugyanabban az időben ugyanarra a helyre lő a senki országába vagy az ellenséges árkok mögé, így a tüzérségi tűz előre jelezhető és könnyen elkerülhető.
- Munkakommandók, amelyek éjszaka a senki országában kitéve javítják a terepi erődítményeket és a szúrósdróttálakat, miközben egymást figyelmen kívül hagyják.
- Mérnökök, akik célozva melletti lövéseket adnak le; egyes esetekben annyiszor lőttek ugyanabba a pontba egy ház hátsó részén, amíg lyuk nem jött létre a falban.

Ez a viselkedés kisebb egységek szintjén jelentkezett, tipikusan zászlós méretig. Ez a ezen egységek közötti társadalmi kohézióból adódik, ahol az eltérő (túl agresszív) viselkedést informálisan büntették volna az egyes katonák között. A zászlókat is gyakran váltották egymással, és más zászlókkal rotáltak a fronti szolgálat során. A következő harcos részhez történő átadáskor a „élni és élni hagyni” helyi szokásait gyakran szóban továbbították.
Nem minden egység vett rendszeresen részt az „élni és élni hagyni” elv betartásában, amikor erre lehetőségük volt. A front mindkét oldalán voltak olyan egységek, amelyek egy „csendes szakaszt gyorsan egy darázsházává” alakítottak át. Ashworth ezeket a zászlókat „elit egységeknek” nevezi, és példaként említi a brit oldalon a Royal Welch Fusiliers II. Zászlóját és a Royal West Kents I. Zászlóját. A zászló számok említése a brit regimenteknél releváns, mivel a magasabb számú zászlók bár a hagyományőrző regimentekhez („Rendes Hadsereg”) tartoztak, de az Új Hadsereg vagy a Teritori Hadsereg részei voltak. A német oldalon a garderegimentek és bizonyos prúz vonalgyalogsági regimentek kevésbé hajlottak a „élni és élni hagyni” elv alkalmazására. Ezzel szemben a szász regimentek hírnevük alapján szívesen követték az elvet.

## Megjelenés és Fenntartás
A „élni és élni hagyni” elvet csak ritkán egyezett meg nyílt helyi fegyverszünetekben, ahogyan az az 1914-es karácsonyi békében is történt. Gyakrabban demonstratív viselkedés révén jött létre: vagyis a fegyverek nem használata, amikor az könnyen lehetséges lett volna, vagy a fegyverhasználat tisztán rituális vagy előre jelezhető formában. Az utóbbi nem halálos szándékot jelezett és fenntartotta az agresszív viselkedés látszatát a feletteseik előtt. Ok lehettek külső körülmények is, amelyek a harcot nagyon megnehezítették, mint például az erős eső és az azt követő sár és elárasztott árokok.
A gyakorlati megfontoláson kívül, hogy az elv betartása biztosítaná a saját túlélést, sok katona ellenállást érzett a közvetlenül látható ellenséggel való megölés ellen, anélkül, hogy küzdelem előzte volna meg. A tüzérségnek nincsenek ilyen gátlásai, mivel csak koordinátákra lő. Emellett a tüzérség kevésbé volt kitéve megtorlási intézkedéseknek. Ezért a szemétesek megpróbálták rávenni a nekik kijelölt artilleri megfigyelő tisztjeit az elv betartására. Ez például a megfigyelők előnyben részesített ellátásával és biztonságos menedékhelyének biztosításával történt, valamint közvetlen megbeszélések is történtek a gyalogos tisztok és az artilleri megfigyelők között. Gyakran a terepi tüzérségi ágyúegységek hosszabb ideig egy adott zászlóhoz voltak rendelve, így társadalmi kötelékek alakulhattak ki. Problémásabb volt a nehéz tüzérséggel való egyeztetés, amely emellett központilag lett irányítva. Ha a saját nehéz artilleria tüzérségének használata a legelső vonalban ismert volt, néha a gyengéd árokos besatzásokat jelezték figyelmeztető jelekkel.
Miután az elvet egyszer a fronti egységek között hallgatólagos megállapodás alapján gyakorolták, az önmagát perpetuálta – „Az alvó kutyákat nem szabad felébreszteni”. Ha egyik oldal mégis erőszakot alkalmazott, azt helyileg pontosan számlált megtorlással válaszolták, gyakran a „három az egyhez” elv szerint: az ellenség egyik célzott lövésére, amely nem felelt meg az „élni és élni hagyni” elvnek, három célzott lövést válaszoltak, majd ismét abbahagyták a tüzet.
Az elv megsértésének lehetséges megtorlása fontos volt a fenntartás szempontjából. Paradox módon ezért a fronti szakaszok, ahol az árkok csak hívási és dobási távolságra voltak egymástól, voltak a legbiztonságosabbak. A hegyvidéki szakaszokon, mint a Vogézokban, a árkok néhány méterre voltak elválasztva. Már egy kézi gránát használata figyelmeztetés nélkül pusztító hatású lett volna, és ezért pontosan kerülve. Ehelyett ott a árkok bonyolult ároképítési munkálatokon estek át, amit az egymást figyelmen kívül hagyó építési parancsok nélkül lehetetlen lett volna.

## A katonai vezetés álláspontja
Azok a tábornokok, parancsnokok, akik nem voltak közvetlenül kitéve az ellenséges tűz hatásának, nem részei voltak az „élni és élni hagyni” megállapodásoknak és viselkedési formáknak. Ennek ellenére a magasabb szinteken tisztában voltak a rendszer létezésével. Azonban a hozzáállás nem mindig volt egyértelmű: a csendes fronti szakaszok létezését a kimerült egységek regenerálódására használták. Másfelől a fronti egységek közvetett együttműködése az ellenséggel veszélyt hordozott a harci szellem elhanyagolására a testvérivé válásig. A legrosszabb esetben a vezetés attól tartott, hogy ez parancsmegtagadáshoz és lázadáshoz vezethet, ha újra közvetlen támadási parancsok születnének. Stratégiai szempontból az angol és a francia hadsereg felsővezetése valóban érdekelte a fárasztási háború, mivel a központi hatalmú országok erőforrásai hosszú távon nem bírnának vele.

Pragmatikus megfontolások a csapatok regenerálódása és a veszteségi arányok csökkentése érdekében statikus helyzetekben, legalábbis bizonyos fronti szakaszokban vagy időszakokban, hallgatólagos toleranciát eredményeztek az „élni és élni hagyni” rendszer iránt a katonai vezetés részéről. Mindazonáltal a rendszer mindkét oldalon alapvető ellentétben állt a hatályos katonai doktrínával és az agresszív maskulinitás eszméivel. A brit oldalon a kívánt hozzáállást „offensive spirit”-nek (támadó szellem) nevezték. Az 1916-os árokharcra vonatkozó katonai előírásban a GHQ figyelmeztetett a passzivitásra és a letargiára, és javasolta az állandó erődítménybővítéssel való foglalkozás mellett a zavarkeltő támadást az ellenség ellen a saját csapatok legjobb terápiájaként:
„Az összehasonlító inaktivitás állapota, amely az árokokban való élet normális állapota, nagyon kedvezőtlenül hat ezeknek a tulajdonságoknak a fejlődésére [nagy rendű vágás és bátorság] a tisztek és katonák körében. Álnok hajlam alakul ki, hogy passzív és letargikus hozzáállásba esünk, amivel szemben minden rangú tiszteknek ébernek kell lenniük, és az offenzív szellem ápolása ilyen kedvezőtlen körülmények között folyamatos figyelmet igényel. Az ellenség zaklatásában való folyamatos tevékenység kezdetben megtorlásokhoz vezethet, és emiatt néha elhanyagolják, de ha kitartanak vele, mindig végül a fölényhez vezet.”
A francia oldalon az „élni és élni hagyni” elv és az „offensive à outrance” (támadás a végsőkig) ideálja közötti ellentmondás még nagyobb volt. Bár a francia vezetés lemondott az első háborús hónapokban a gyalogsági frontális támadások tisztán ideáljától az óriási veszteségek után, a támadás minden eszközzel továbbra is cél maradt. Csak 1917-ben fordult el a francia főparancsnok, Pétain, a nagyszabású lázadásokat látva a hadseregében.

## Időszemtanúk beszámolói
Az első, széles körben elterjedt ábrázolása az „Élni és élni hagyni” rendszernek John Hay Beith által 1915-ben, Ian Hay néven került kiadásra. Beith 1915 áprilisától az Argyll and Sutherland Highlanders tisztjeként Franciaország frontján szolgált, mint az Új Hadsereg első 100.000 tagja közé tartozó egyik. Könyve, a The First Hundred Thousand a Blackwood’s Magazine számára írt cikkek gyűjteménye volt. A könyvet több nyelvre is lefordították, és mind a fronton, mind a hazában olvasták és vitatták. A könyvben a senki országában végzett éjszakai munkákról és a korai reggeli utánpótlás kezeléséről az alábbiakat írja:
„Éjszakai feladatainkat a lövészárok előtti és mögötti területen végezzük, tökéletes csillagtüzelés és magnéziumfények áradatában, időnként még egy fáklyával is megvilágítva. A furcsa és hátborzongató része az egésznek, hogy nem lőnek. Ezekben a rövid órákban informális fegyverszünet van, amely az „élni és élni hagyni” elvén alapul. Gyerekjáték lenne a föld mögötti utat lőtté alakítani, ahol az ellenséges árokok után a szállítóvagonok és vízkocsik zsúfoltsága miatt véres vadon maradna. De amíg mindkét fél kizárólag védekező és regeneráló munkára koncentrál, kevés vagy egyáltalán nincs beavatkozás. Végül is, ha megakadályozod, hogy az ellenséged megszerezze az adagot, az ő gyógymódjuk egyszerű: megakadályozzák, hogy te is megszerezd a sajátodat. Akkor mindkét fél éhesen kell harcolnia, és taktikai szempontból egyikük sem lesz egy fillért sem jobb. Tehát, hacsak valami kifinomult támadási terv nem készül, az éjszaka korai órái viszonylag békések.”
Az angol költő, Edmund Blunden az 1928-ban megjelent háborús emlékrészleteiben leírta, hogyan váltotta egysége a Royal Welch Fusiliers-t Boezinge falut a Ypern-fronton. A pozíció és annak fejlettségi szintje kritikus volt, így Blunden társai túlélése az „élni és élni hagyni” elv betartásán múlott:
„Röviden, a jövőnk az ‚Élni és élni hagyni’ elv betartásán múlott, amely az árokháború egyik legmegbízhatóbb eleme volt. Sajnos ezt nem mindig tartották be.”
A francia újságíró, Gabriel Chevallier a saját háborús élményeit dolgozta fel az 1930-ban megjelent háborús emlékrészleteiben. Ebben leírja a Vogéz-front egy szakaszán végzett ároképítési munkákat, ahol az artilleriai tűz mindkét fél árokait erősen károsította. A senki országa itt hegyvidéki terepen néhány tucat méterre volt szűk:
„A lövészárok, amely már majdnem kiegyenesedett, egy sor ároképítő katonával van szegélyezve, akik félre tették puskáikat. Húsz méter távolságban szintén ásók csattogását hallani, a hajlított katonák jól láthatók. Ott dolgoznak a németek, ez a fronti szakasz egyetlen építkezési terület.”
Ernst Jünger a háború naplóiban ismételten beszámolt arról, hogyan „ismerte meg és tanulta meg értékelni” az „élni és élni hagyni” rendszert. Későbbi kiadásainak hét változatában, amelyek a naplóiból származó In Stahlgewittern című művévé váltak, Jünger eltávolította az olyan szövegeket, amelyek a pihenésről, az egyik oldalon a kényelemről, másik oldalon a korhatatlan kalandvágyról szóló leírásokat tartalmaztak, ezzel egyoldalú háborús élménybemutatást választott „eschatologisch überhöhten Kriegereliten” („eschatologikusan idealizált harcos elit”) értelemben.

## Történészek ábrázolásai
A jelenség legfontosabb vizsgálata az angol történész, Anthony E. (Tony) Ashworth műve, aki naplók, levelek és a brit hadsereg veteránjainak tanúvallomásai alapján tanulmányozta a témát és először 1968-ban publikálta azt. Vizsgálata során minden 57 brit hadosztályt bevont, amelyek legalább három hónapig harcban álltak. Emellett számos háttérinterjút is készített a háborús veteránokkal, azonban elemzéseiben kizárólag kortárs írásos forrásokra korlátozta magát. Hivatalos dokumentumokat és szolgálati előírásokat csak addig használt, ameddig azokból következtetni lehetett a „élni és élni hagyni” elv elleni intézkedésekre. Ez az eljárás abból fakad, hogy a katonai hierarchiában negatív fényben feltüntető tények hiányának nem következtethető le a tények hiányára. „A bizonyíték hiánya nem bizonyítja a hiányt”, ebben az esetben a bizonyíték csak magánírásokra korlátozódik. Ashworth a vizsgált 57 hadosztály 56-nál legalább időszakosan fennálló informális fegyverszünetet és/vagy a „élni és élni hagyni” elv fenntartását állapította meg. Az 1980-ban kiadott Trench warfare 1914–1918 című könyvében Ashworth összefoglalja, hogy a „élni és élni hagyni” elv a háború idején a brit katonák és fronton szolgáló tisztek körében általánosan ismert volt. A rendszer leggyakrabban akkor jelentkezett, amikor egy egységet visszavontak a harcból és egy csendes fronti szakaszon telepítették. Összességében és a háború időtartama alatt a csendes fronti szakaszok („cushy sectors”) a brit csapatok által tartott front hossza körülbelül egyharmadát tették ki.
Az amerikai történész, Leonard V. Smith 1994-ben publikálta disszertációját, amelyben az első világháborús francia 5. Gyalogságos Hadosztály történetét mutatta be. A munka különös hangsúlyt fektetett a katonák és fronti tisztek közötti kapcsolatokra, valamint az 1917-es lázadásokra. Smith közvetlenül Ashworth téziseire hivatkozva érvelte, hogy az „élni és élni hagyni” elv semmiképpen sem ideiglenes, kimondatlan fegyverszünet volt. Ehelyett a folyamatos erőszak mértéke a sáncharcban nagy támadások kizárása mellett mindig egy folyamatos skálán helyezkedett el. Ez a skála a hatékony fegyverszünettől, néhány szándékosan céltalan lövésig naponta, szinte folyamatos tüzésig terjed, amelyet tüzérség, gránátvetők és mesterlövészek által végzett lövések, valamint járőrök, rohamosztályos vállalkozások és fosztogatások társítottak. Sem a katonák, sem a tisztek, sem a főparancsnokság nem várták a háború eldöntését a sáncharcban, amely stratégiai szinten patthelyzetet jelentett. Ezért mindig a pillanatnyi erőszak-folyamatosságban észszerű pont kiválasztása volt a cél, nem pedig egy fekete-fehér döntés. A gyakorlatban ezt a választást a katonák és a tisztek tárgyalták meg – legtöbbször nem kifejezetten, hanem a parancsok követésével vagy nem követésével, illetve látszólagos követésével.
2005-ben megjelent Marc Ferro által kiadott Frères de tranchées („A lövészárokok testvérei”) című könyv, amelyben francia, brit és német történészek vettek részt. A mű az 1914-es karácsonyi béke újbóli vizsgálata mellett kijelentéseket tartalmaz a brit és német csapatok közötti testvériségre és erőszakkerülésre a nyugati fronton, valamint az osztrák-magyar hadsereg (nem) harci szelleméről, mindezt a katonai levélcenzúra dokumentumain alapulva. Az orosz csapatoknál a keleti fronton a nem lövés testvériséget és végül forradalmat eredményezett. A Merry Christmas című film sikerét követően a mű angol fordításban is megjelent.

## Játékelmélet
Az amerikai politikatudós, Robert Axelrod 1984-ben a nagy figyelmet kapott könyvében, az The Evolution of Cooperation-ban az első világháborúban a nemzetek árkokban álló katonái közötti helyzetet a fogolydilemmák egyik formájaként jellemezte. Ebben a játékelméleti dilemmában két hipotetikus fogoly vádolnak egy bűncselekmény közös elkövetésével. Az interjú során nem kommunikálhatnak egymással. Ha mindketten tagadják, mindketten alacsony büntetést kapnak. A tagadás játékos lépését „kooperációnak” (C, a „cooperate” szóból) nevezik. Ha csak az egyik fogoly vall, ő büntetlenül szabadul, míg a tagadó fogoly a legmagasabb büntetést kapja. Ha mindketten vallanak, mindketten egyaránt szigorúan büntetettek. A vallás játékos lépését „árulásnak” (D, a „defect” szóból) nevezik. A dilemma lényege, hogy minden fogoly számára jobb helyzetbe kerül, ha vall – ez a domináns stratégia. Kollektív szempontból azonban ez nem optimális. Az iteratív fogolydilemma esetében a helyzet megváltozik, ahogy Axelrod több számítógépes szimulációban is bizonyította. Ebben a Tit for Tat (cselekedj a tetteshez mérten) stratégia érvényesül. Ez a stratégia mindig egy kooperatív lépéssel kezdődik. Minden további lépés az ellenfél viselkedését tükrözi: a kooperáció után kooperáció következik, az áruló viselkedést pedig áruló viselkedéssel válaszolják meg.
Axelrod játékelméleti téziseit a sáncharcra kizárólag Ashworth vizsgálataira alapozta, tehát nem végzett saját történelmi kutatást az első világháborúról. A sáncharc mindkét oldalán Axelrodot az egyik fogolyként látták a dilemma keretében. Az erőszak nem alkalmazása a másik oldal ellen egy kooperatív lépés (C), míg az erőszak alkalmazása áruló lépés (D). Mivel ugyanazok az ellenségek napokon és hetekig állnak szemben, a kooperatív viselkedést jutalmazhatják, az áruló viselkedést pedig büntethetik. Így a Tit for Tat stratégia érvényesülhet, és létrejöhet a kooperáció.
Axelrod „Élni és élni hagyni” elvét fogolydilemmaként való értelmezését a politikatudós Joanne Gowa 1986-os Axelrod munkáját elemző áttekintésében elutasította. Véleménye szerint a fronti katonák dilemmáját inkább biztonsági játékként kellene értelmezni.
A filozófus Rudolf Schüßler 1990-ben disszertációjában csatlakozott ehhez a kritikához. Úgy véli, nem látható, hogy az egyes katonák milyen közvetlen hasznot húznának az agresszív viselkedésből (D). Éppen ellenkezőleg, egy célzott lövés nagy valószínűséggel célzott ellenségi tüzet vonzana rá. Ezzel szemben az ellenség meggyengítése valószínűleg nem segítené őt személy szerint, mivel egy esetlegesen tervezett ellenséges támadás csak hetek vagy hónapok múlva várható – addigra a katona egysége valószínűleg máshol lenne.
A statisztikus, Andrew Gelman (Columbia Egyetem) 2008-ban Axelrodot ugyanazzal az érveléssel kritizálta, mint Gowa és Schüßler (bár nem idézte őket), és arra a következtetésre jutott, hogy az „Élni és élni hagyni” nem fogolydilemma. Az egyes katonák számára kevésbé kockázatos nem lőni (C), ezért a játékelméleti szempontból a kooperáció haszna (angolul Utility, U) nagyobb, mint a nem-kooperáció haszna, U(D) < U(C). Ahogy S. L. A. Marshall a Men against Fire című művében kifejtette, a második világháborúban az amerikai gyalogosok többsége elkerülte a közvetlen lövést az ellenség ellen – és ez kevésbé statikus helyzetekben, mint amilyenek az „Élni és élni hagyni” rendszerét alapozzák. Ezek ellenére, a hihetetlen hiányosságok miatt is, Axelrod elmélete Gelman szerint vonzó, mert az emberiességet nem mutató sáncharc helyzetében is reményt mutat. A kooperáció akár halálos ellenségek között is lehetséges – ez a tézis 1984-ben különösen aktuális volt, amikor a hidegháború újbóli erősödése zajlott.

## Példák
Ez a viselkedés kis egységek szintjén fordult elő, például szakaszok, rajok vagy századok esetében, és általában az „alsóbb rangúak” körében volt megfigyelhető, például közkatonák és altisztek között. Példák között szerepeltek magányos őrszolgálatot teljesítő katonák, akik nem voltak hajlandók tüzelni a nyílt célpontként látható ellenséges katonákra, valamint mesterlövészek, géppuskás csapatok, sőt, még tábori tüzérségi ütegek is.
A magasabb beosztású parancsnokok – divíziók, hadtestek és hadseregek vezetői – és törzseik tudatában voltak ennek a nem-agresszív tendenciának, és olykor az áldozatok számának statisztikáit is elemezték annak kimutatására. Gyakran rendeltek el rajtaütéseket vagy járőrözést, hogy serkentsék a katonákban a helyes „offenzív szellemet”.
Az „élni és élni hagyni” rendszer a legjobb esetben is törékeny volt, és a halálos erőszak esetei könnyen megtörték, különösen ahogy a háború elhúzódott.

## Kutatás
Tony Ashworth kutatásai naplók, levelek és veteránok tanúvallomásai alapján készültek. Felfedezte, hogy az „élni és élni hagyni” széles körben ismert volt az adott időszakban, és bizonyos időszakokban és helyszíneken volt a leggyakoribb. Különösen gyakori volt, amikor egy egységet kivontak a harcból, és pihenőszektorba küldtek.